# Rissglaciaal
| Correlatieschema | Correlatieschema | Correlatieschema | Correlatieschema |
| Alpien           |                  | Scandinavisch    | M.I.S.           |
| ---------------- | ---------------- | ---------------- | ---------------- |
| Würm             | =                | Weichselien      | 2-5d             |
| Riss-Würm        | =                | Eemien           | 5e               |
| Riss             | =                | Saalien          | 6                |
| Mindel-Riss      |                  | ?                |                  |
| Mindel           | =                | Cromerien-A      | 16?              |
| Günz-Mindel      |                  | ?                |                  |
| Günz             |                  | Tiglien          | 92?              |
| Donau-Günz       |                  | ?                |                  |
| Donau            |                  | ?                |                  |
| Biber-Donau      |                  | ?                |                  |
| Biber            |                  | Pretiglien?      |                  |
| tabel 1          |                  |                  |                  |

De etage rissglaciaal (ook wel kortweg 'Riss') is de voorlaatste vergletsjering in de Alpen gebaseerd op afzettingen in een terras van de rivier de Riss. De Riss is een ongeveer 50 kilometer lange zijrivier aan de rechteroever van de Donau in het gebied van het Iller-Lech Plateau in Zuid-Duitsland.
Het rissglaciaal maakt deel uit van de Alpiene onderverdeling van het Pleistoceen. Voor Noord-Europa bestaat een andere indeling die is gebaseerd op de vergletsjeringen vanuit Scandinavië. Het is niet volledig bekend welke glacialen uit beide indelingen met elkaar in tijd overeenkomen (correleren) (zie tabel 1). De uitbreiding van het landijs in Noord- en Midden-Europa die ongeveer in dezelfde tijd plaatsvond als tijdens het Riss wordt als Saalien aangeduid. In Nederland en België wordt van de Noord-Europese indeling van het Pleistoceen gebruikgemaakt. Afzettingen uit deze landen van deze ouderdom worden dus als Saalien aangeduid.

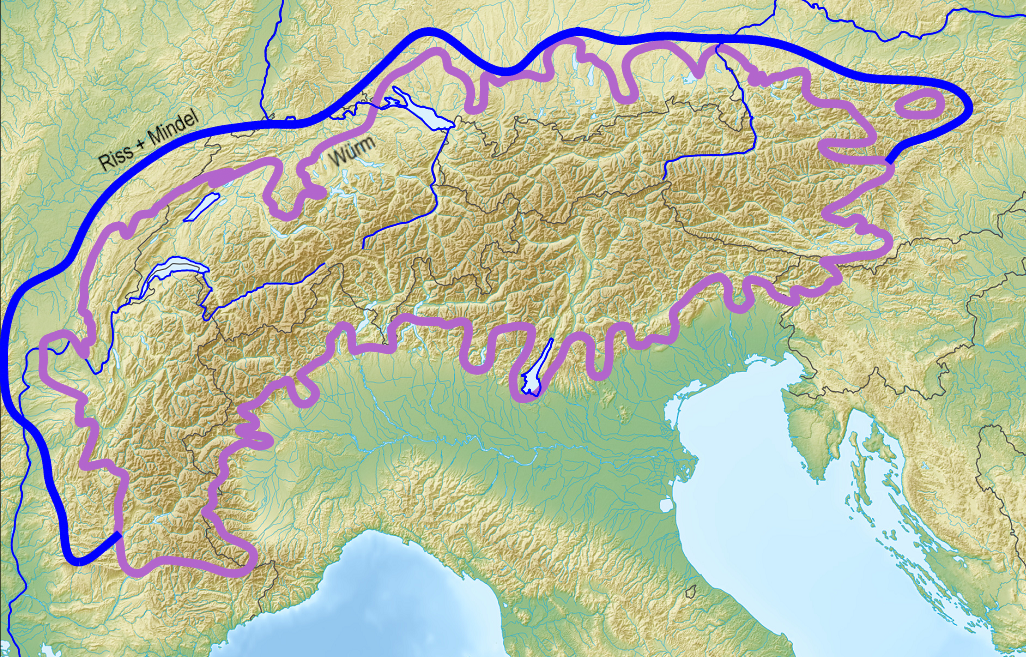
Kaartje met de maximale uitbreidingen van de alpiene ijskappen